# Mycophila lampra
Mycophila lampra är en tvåvingeart som beskrevs av Pritchard 1947. Mycophila lampra ingår i släktet Mycophila och familjen gallmyggor.
Artens utbredningsområde är Wisconsin. Inga underarter finns listade i Catalogue of Life.